# Reserva militar
La reserva d'un exèrcit (o d'unes Forces Armades en general) és el conjunt d'efectius (homes, tropes) que, no formant part de l'exèrcit permanent, però comptant amb un cert grau d'instrucció militar, són mobilitzables per a ampliar les forces de l'exèrcit regular, tot complementant l'exèrcit permanent, en cas de necessitat o urgència. La reserva, juntament amb l'exèrcit permanent, constitueix l'exèrcit regular.
Els membres de la reserva són coneguts com a reservistes. La majoria de reservistes són civils en edat militar; però també són reservistes aquells militars retirats per edat (però no donats de baixa), així com aquells militars que han passat a la reserva per decisió pròpia o per imposició administrativa.

## Reserva forçosa i reserva voluntària
En el model d'exèrcit de lleva, la reserva és forçosa: es compon de la totalitat d'homes que han conclòs el període actiu de servei militar obligatori. El reservista fa vida civil, però és mobilitzable mentre continua en edat militar; se li comunica oficialment l'indret i unitat a què ha de presentar-se en cas de mobilització. En alguns estats, el reservista forçós pot ser mobilitzat periòdicament per a realitzar un període d'exercicis militars o de maniobres (per exemple, quinze dies cada dos anys) per tal de garantir-ne la preparació; aquest era, per exemple, el sistema prussiano-alemany tradicional. Quan el reservista supera l'edat militar, entorn dels quaranta-cinc anys, rep l'anomenada llicència absoluta, és a dir, és baixa de la reserva (i de les Forces Armades), i ja no és mobilitzable militarment.
En el model d'exèrcit professional, la reserva és voluntària: es compon d'aquells civils que s'hi enrolen perquè en volen formar part. Els reservistes voluntaris són civils que fan pràctiques militars periòdiques i són mobilitzables en cas de conflicte.

## Avantatges i desavantatges
Forçosa o voluntària, la reserva és imprescindible en tots aquells casos que els efectius de l'exèrcit permanent (el qual acostuma d'ésser relativament petit) resulten insuficients per a la conducció de la guerra. La mobilització de reservistes, que ja tenen instrucció militar, permet guanyar temps (altrament caldria instruir reclutes a partir de zero, mentre que només combatria l'exèrcit permanent). D'altra banda, els reservistes són més econòmics per a l'Estat que no els soldats professionals, perquè només cal mantenir-los sobre les armes en cas de necessitat. Endemés, la mobilització de reservistes es pot usar com a eina de pressió política en cas de tensió interestatal, en mostrar la determinació d'anar a la guerra si cal.
Des del punt de vista de l'Estat, l'ús de reservistes també té desavantatges. Normalment se'ls proporcionen armes i equipament de segona classe, retirats de les tropes permanents o professionals. Els reservistes acostumen de tenir un nivell de preparació inferior al dels soldats permanents o professionals. En el cas dels reservistes forçosos, el nivell de motivació pot ser inferior al dels soldats professionals.